# Giulio Gabrielli (1748–1822)
Giulio Gabrielli (ur. 20 lipca 1748 w Rzymie, zm. 26 września 1822 tamże) – włoski kardynał.

## Życiorys
Urodził się 20 lipca 1748 roku w Rzymie, jako syn Angela Gabrielliego i Cateriny Trotti. Studiował prawo a 16 marca 1800 roku przyjął święcenia diakonatu. Osiem dni później przyjął święcenia prezbiteratu. 23 lutego 1801 roku został kardynałem prezbiterem i otrzymał kościół tytularny San Tommaso in Parione. 11 stycznia 1808 roku został wybrany biskupem Senigallii, a 14 lutego przyjął sakrę. Podczas francuskiej okupacji Rzymu, został aresztowany i osadzony w Novarze i Mediolanie, a w 1809 roku został przewieziony do Francji wraz z Piusem VII. Za odmowę uczestnictwa w ślubie Napoleona i Marii Ludwiki, wraz z dwunastoma innymi kardynałami, został pozbawiony beneficjów i godności kardynalskiej. W latach 1814–1820 pełnił rolę prefekta Kongregacji Soborowej, a w 1816 roku zrezygnował z zarządzania diecezją. Od 1820 roku był kardynałem prodatariuszem apostolskim i pełnił tę rolę do śmierci, która nastąpiła 26 września 1822 roku w Rzymie.